# Мережа Файстеля
Мережа Файстеля (конструкція Файстеля) — різновид блочного шифру з певною ітеративною структурою. Багато сучасних алгоритмів використовують мережу Файстеля як основу.

## Історія
В 1973 році Горст Файстель (англ. Horst Feistel) в журналі Scientific American опублікував
статтю «Криптографія і комп'ютерна безпека»(«Cryptography and Computer Privacy»), в якій розкрив деякі важливі аспекти шифрування, а також ввів конструкцію, названу пізніше мережею Файстеля. Ця схема була використана в проєкті Lucifer фірми IBM, над яким працював Файстель і Дон Коперсміт (Don Coppersmith). Цей проєкт був скоріше експериментальним, але став базисом для DES. Ітеративна структура алгоритму дозволяла спростити його реалізацію в апаратному середовищі.

## Конструкція
- блок відкритого тексту ділиться на 2 рівні частини ({\displaystyle L_{0},\ R_{0})}
- в кожному раунді вираховується ({\displaystyle i=1\ldots n} — номер раунду)

{\displaystyle L_{i}\ =\ R_{i-1}\oplus f(L_{i-1},K_{i-1})}

{\displaystyle R_{i}\ =\ L_{i-1}},
де {\displaystyle f} — деяка функція, а {\displaystyle K_{i-1}} — ключ {\displaystyle i}-го раунду.
Результатом виконання {\displaystyle n} раундів є {\displaystyle (L_{n},\ R_{n})}.
Але зазвичай в {\displaystyle n}-му раунді перестановка {\displaystyle L_{n}} і {\displaystyle R_{n}}
не виконуються, що дозволяє використовувати ту ж процедуру і для розшифрування,
просто інвертувавши порядок використання раундової ключової інформації:
{\displaystyle L_{i-1}\ =\ R_{i}\oplus f(L_{i},\ K_{i-1})}

{\displaystyle R_{i-1}\ =\ L_{i}},
Невеликі зміни дозволяють досягнути повної ідентичності процедур шифрування та розшифрування.
Одною із переваг такої моделі є застосовність алгоритму незалежно від функції
{\displaystyle f}, і вона може бути довільної складності.

## Модифікації мережі Файстеля
При великому розмірі блоків шифрування (128 біт і більше) реалізація такої мережі Файстеля на 32-розрядних архітектурах може викликати складнощі, тому використовуються модифіковані варіанти цієї конструкції. У звичайних ситуаціях використовуються мережі з 4 гілками. На малюнку показано найбільш розповсюджені модифікації.
Також існують схеми, в яких довжини половинок {\displaystyle L_{0}} і {\displaystyle R_{0}} не збігаються. Вони називаються незбалансованими.

Модифікації мережі Файстеля
Тип 1
Тип 2
Тип 3

## Шифри на основі мережі Файстеля
Такі шифри використовують класичну або модифіковану мережу Файстеля у своїй основі:
- Blowfish
- Camellia
- CAST
- DES
- FEAL
- ГОСТ 28147-89
- KASUMI
- LOKI97
- Lucifer
- MacGuffin
- MARS
- MAGENTA
- MISTY1
- RC2
- RC5
- RC6
- Skipjack
- TEA
- Triple DES
- Twofish
- XTEA